# Hawea
Hāwea est le nom d’une petite localité de l’extrémité sud du lac Hāwea, dans l’Île du Sud en Nouvelle-Zélande.

## Situation
Elle est localisée à 18 kilomètres au nord-est de la ville de Wanaka.